# Genoa Cricket and Football Club 1912-1913
Questa voce raccoglie le informazioni riguardanti il Genoa Cricket and Football Club nelle competizioni ufficiali della stagione 1912-1913.

## Stagione
William Garbutt viene assunto come allenatore del club rossoblu, seguito da numerosi giocatori inglesi come Percy Walsingham, Hector John Eastwood, Alfred James Mitchell e John Grant mentre tra gli acquisti "italiani" emerge Claudio Casanova. Lasciano il club tra gli altri Charles Comte, John Robert Roberts e l'ex giocatore-allenatore Eugen Herzog.
A settembre si aggiudica per la terza volta la Coppa Lombardia, vincendo 3 a 1 contro il Milan.
Il Genoa riesce a piazzarsi al secondo posto della classifica finale, distante cinque punti dai campioni della Pro Vercelli.

## Divise
La maglia per le partite casalinghe presentava i colori attuali (anche se la dicitura ufficiale era rosso granato e blu) ma a differenza di oggi il blu era posizionato a destra.
La seconda maglia era la classica maglia bianca con le due strisce orizzontali rosso-blu sormontate dallo stemma cittadino.

## Organigramma societario
Area direttiva
- Presidente: Luigi Aicardi

Area tecnica
- Allenatore: William Garbutt

## Rosa
| N. |                     | Ruolo | Calciatore        |
| -- | ------------------- | ----- | ----------------- |
|    | Italia (bandiera)   | P     | Eugenio Puppo     |
|    | Italia (bandiera)   | P     | Giacomo Rolla     |
|    | Svizzera (bandiera) | P     | Maxime Surdez     |
|    | Italia (bandiera)   | D     | Italo Brughera    |
|    | Italia (bandiera)   | D     | Claudio Casanova  |
|    | Italia (bandiera)   | D     | Carlo De Albertis |
|    | Italia (bandiera)   | D     | Ruggero Maineri   |
|    | Italia (bandiera)   | D     | Emilio Storace    |
|    | Svizzera (bandiera) | C     | Eduard Bauer      |
|    | Italia (bandiera)   | C     | Luigi Benvenuto   |
|    | Italia (bandiera)   | C     | Felice Crocco     |
|    | Italia (bandiera)   | C     | Angelo Dellacasa  |

| N. |                        | Ruolo | Calciatore            |
| -- | ---------------------- | ----- | --------------------- |
|    | Inghilterra (bandiera) | C     | Hector John Eastwood  |
|    | Italia (bandiera)      | C     | Alessandro Magni      |
|    | Scozia (bandiera)      | C     | William Mc Pherson    |
|    | Inghilterra (bandiera) | C     | Alfred James Mitchell |
|    | Inghilterra (bandiera) | C     | George Arthur Smith   |
|    | Italia (bandiera)      | A     | Giulio Crocco         |
|    | Inghilterra (bandiera) | A     | Davis                 |
|    | Italia (bandiera)      | A     | Luigi Du Jardin       |
|    | Inghilterra (bandiera) | A     | John Grant            |
|    | Italia (bandiera)      | A     | Edoardo Mariani       |
|    | Inghilterra (bandiera) | A     | Percy Walsingham      |

## Calciomercato
| Acquisti | Acquisti              | Acquisti                  | Acquisti  |
| R.       | Nome                  | da                        | Modalità  |
| -------- | --------------------- | ------------------------- | --------- |
| C        | Eduard Bauer          | RC France                 | ?         |
| C        | Luigi Benvenuto       | Genoa II                  |           |
| D        | Italo Brughera        | Andrea Doria              | ?         |
| D        | Claudio Casanova      | Libertas Cornigliano      | ?         |
| D        | Carlo De Albertis     | Genoa II                  |           |
| C        | Angelo Dellacasa      | Genoa II                  |           |
| A        | Luigi Du Jardin       | ?                         | ?         |
| C        | Hector John Eastwood  | Ilford                    | ?         |
| A        | John Grant            | Arsenal                   | Impiegato |
| C        | Ettore Leale          | Genoa II                  |           |
| C        | William Mc Pherson    | SPES Livorno              | ?         |
| C        | Alfred James Mitchell | ?                         | Impiegato |
| P        | Eugenio Puppo         | Xaverian College Brighton | ?         |
| C        | George Arthur Smith   | Ilford                    | ?         |
| A        | Percy Walsingham      | Walthamsford              | Impiegato |

| Cessioni | Cessioni            | Cessioni | Cessioni |
| R.       | Nome                | da       | Modalità |
| -------- | ------------------- | -------- | -------- |
| A        | Charles Comte       | Savona   | ?        |
| D        | Dearden             | ?        | ?        |
| C        | Eugen Herzog        | ?        | ?        |
| C        | Lamy                | ?        | ?        |
| C        | Carlo Maranghi      | Lazio    | ?        |
| D        | Giacomo Marassi     | Red Star | ?        |
| P        | Luigi Marchetti     | Liguria  | ?        |
| C        | Marsch              | ?        | ?        |
| A        | Miller              | ?        | ?        |
| A        | Murphy              | Pisa     | ?        |
| A        | Repetto             | ?        | ?        |
| D        | John Robert Roberts | Milan    | ?        |
| C        | Sante Sanguineti    | ?        | ?        |
| D        | Karl Stöcker        | ?        | ?        |
| C        | Tadini              | ?        | ?        |
| A        | Weightmann          | ?        | ?        |

## Risultati

### Prima Categoria

#### Eliminatorie (girone lombardo-ligure)
| Arbitro: | Meazza (Milano) |

|                             |           |       |
| Bontadini Maineri ?’ (aut.) | Marcatori | Grant |

| Arbitro: | Goodley (Torino) |

|                          |           |  |
| Eastwood Crocco II Grant | Marcatori |  |

| Arbitro: | Cattaneo (Milano) |

|  |           |          |
|  | Marcatori | Eastwood |

| Arbitro: | Valvassori (Torino) |

|                      |           |  |
| Crocco II Mc Pherson | Marcatori |  |

| Arbitro: | Scamoni (Torino) |

|                                        |           |  |
| Ferrario 19’ Nys 24’, 43’ Van Hege 80’ | Marcatori |  |

| Arbitro: | Goodley (Torino) |

|  |           |      |
|  | Marcatori | Gama |

| Arbitro: | Scamoni (Torino) |

|        |           |                        |
| Fresia | Marcatori | Mariani Grant Eastwood |

| Arbitro: | Scamoni (Torino) |

|                |           |         |
| Grant Eastwood | Marcatori | Moretti |

| Arbitro: | Berra (Vercelli) |

|              |           |                           |
| Tonini Pizzi | Marcatori | Walsingham Grant Eastwood |

| Arbitro: | Resegotti (Milano) |

|                                  |           |              |
| Grant 1’, 4’, 69’ Mc Pherson 24’ | Marcatori | 39’ Van Hege |

#### Girone finale
| Arbitro: | Hess (Torino) |

|           |           |                           |
| A. Tonini | Marcatori | Grant Crocco I Walsingham |

| Arbitro: | Varetto (Torino) |

|                   |           |       |
| Sarasso ?’ (rig.) | Marcatori | Grant |

| Arbitro: | Scamoni (Torino) |

|  |           |                    |
|  | Marcatori | ?’ (aut.) Casanova |

| Arbitro: | Resegotti (Milano) |

|  |           |                          |
|  | Marcatori | Grant Mariani Walsingham |

| Arbitro: | Meazza (Milano) |

|           |           |  |
| Grant 87’ | Marcatori |  |

| Arbitro: | Goodley (Torino) |

|            |           |  |
| Walsingham | Marcatori |  |

| Arbitro: | Meazza (Milano) |

|                                 |           |           |
| Milano I Fresia Rampini Berardo | Marcatori | Dellacasa |

| Genova maggio 1913                  | Genoa     | 5 – 0 | Hellas | Campo Genoa Cricket & Football Club |
| \| \| \| \| \| ? \| Marcatori \| \| |           |       |        |                                     |
|                                     |           |       |        |                                     |
| ?                                   | Marcatori |       |        |                                     |

## Statistiche

### Statistiche di squadra
| Competizione    | Punti | In casa | In casa | In casa | In casa | In casa | In casa | In trasferta | In trasferta | In trasferta | In trasferta | In trasferta | In trasferta | Totale | Totale | Totale | Totale | Totale | Totale | DR  |
| Competizione    | Punti | G       | V       | N       | P       | Gf      | Gs      | G            | V            | N            | P            | Gf           | Gs           | G      | V      | N      | P      | Gf     | Gs     | DR  |
| --------------- | ----- | ------- | ------- | ------- | ------- | ------- | ------- | ------------ | ------------ | ------------ | ------------ | ------------ | ------------ | ------ | ------ | ------ | ------ | ------ | ------ | --- |
| Prima Categoria | 29    | 10      | 8       | 0       | 2       | 31      | 5       | 10           | 6            | 1            | 3            | 24           | 20           | 20     | 14     | 1      | 5      | 52     | 25     | +27 |

### Statistiche dei giocatori
| Giocatore      | Prima Categoria | Prima Categoria |
| Giocatore      | Presenze        | Reti            |
| -------------- | --------------- | --------------- |
| E. Bauer       | 4               | ?               |
| L. Benvenuto   | 7               | ?               |
| I. Brughera    | 0               | ?               |
| C. Casanova    | ?               | ?               |
| F. Crocco      | ?               | 1               |
| G. Crocco      | ?               | 3               |
| Davis          | 3               | ?               |
| C. De Albertis | 10              | ?               |
| A. Dellacasa   | ?               | 1               |
| H. Eastwood    | 9               | ?               |
| J. Grant       | ?               | 20              |
| Leale          | 4               | 0               |
| A. Magni       | 0               | ?               |
| R. Maineri     | ?               | ?               |
| E. Mariani     | ?               | 3               |
| W. Mc Pherson  | 3               | ?               |
| A. Mitchell    | 9+              | ?               |
| E. Puppo       | 2               | ?               |
| G. Rolla       | 1               | ?               |
| G. Smith       | 10              | ?               |
| E. Storace     | 1               | ?               |
| M. Surdez      | 14              | ?               |
| P. Walsingham  | 11              | 6               |